# کوکوتن کودا
کوکوتن کودا (به ژاپنی: 高堂 国典 Kōdō Kokuten)؛( ۲۹ ژانویه ۱۸۸۷ – ۲۲ ژانویهٔ ۱۹۶۰) هنرپیشه اهل ژاپن بود.
از فیلم‌هایی که وی در آن نقش داشته است می‌توان به دژ پنهان، هفت سامورایی، سامورایی ۲: دوئل در معبد ایچی‌جوجی، گودزیلا، سانشیرو سوگاتا، از جوانی گله‌ای نداریم، سانشیرو سوگاتا قسمت دوم و رسوایی اشاره کرد.